# 4419 Allancook
4419 Allancook eller 1932 HD är en asteroid i huvudbältet, som upptäcktes 24 april 1932 av den tyske astronomen Karl Wilhelm Reinmuth i Heidelberg. Den har fått sitt namn efter den amerikanske astrofysikern Allan F. Cook II.